# Boykinia occidentalis
Boykinia occidentalis é uma espécie de planta com flores da família Saxifragaceae conhecida pelo nome comum espuma de ribeiro costeira. É nativo da costa oeste da América do Norte a partir da Columbia Britânica até a Califórnia, onde cresce em áreas de sombra perto de rios e córregos. É uma erva perene rizomatosa produzindo grandes folhas arredondadas com lâminas de até 45 centímetros de comprimento e 12 de largura, suportados em pecíolos até 30 centímetros de comprimento. Cada folha tem vários lóbulos arredondados com dentes maçantes ao longo das bordas. A inflorescência atinge 30 a 60 centímetros de altura em uma haste fina. É portador de uma matriz aberta de muitas pequenas flores brancas, cada uma com cinco pequenas pétalas pontiagudas e cinco pétalas maiores ovais.